# Ilaria Colombo
Ilaria Colombo (Desio, 29 gennaio 1986) è un'ex ginnasta italiana, vincitrice di medaglie agli Assoluti, ai Giochi del Mediterraneo, agli Europei, alla World Cup.
È riuscita a conquistare una finale mondiale dopo 52 anni dal bronzo di Licia Macchini.

## Biografia
All'età di due anni e mezzo comincia a praticare la ginnastica, presso la palestra della GAL Lissone, dove già si allenava la sorella Erika. Inizialmente allenata da Gabriella Rizzi, passa poi sotto la supervisione degli allenatori Walter Consonni e Claudia Ferrè, mentre con la nazionale è allenata da Paolo Pedrotti e Rodica Demetrescu.

### Gli esordi e la carriera junior
Nel 1994 esordisce nel campionato di Serie C. Nel 1996 si aggiudica il titolo di campionessa regionale di Serie C.
Nel 1997 vince i campionati regionale ed interregionale Serie C di squadra, diventa campionessa regionale, campionessa interregionale di categoria, campionessa nazionale di categoria Allieve.
Nel 1998 vince i campionati regionale ed interregionale Serie C di squadra, il campionato interregionale individuale, diventa campionessa regionale under-13.
Nel 1999 diventa campionessa regionale under-15 e campionessa interregionale di categoria; agli assoluti è 10ª nel concorso generale e 4ª alla trave; ai Campionati Nazionali Juniores è 4ª nel concorso generale. In quest'anno avviene l'esordio internazionale, in un triangolare a Gorizia tra Italia, Repubblica Ceca e Slovenia.
Nel 2000 partecipa al campionato di Serie A1; diventa campionessa regionale Juniores e campione d'Italia under-15. Partecipa agli Europei juniores di Parigi, ottenendo il 7º posto con la nazionale juniores (con Cristina Cavalli, Claudia Sparpaglione, Daria Sarkhosh ed Erika Soligo), 8º posto sia nel torneo individuale generale che alla trave. Agli assoluti è 2ª a trave e corpo libero.
Nel 2001 partecipa al campionato di Serie A1: la GAL vince l'ottavo scudetto, grazie alle 4 vittorie ottenute nel campionato; diventa anche campionessa regionale e campionessa di categoria. Agli assoluti vince i concorsi individuale, alla trave e al corpo libero, la medaglia d'argento alle parallele e di bronzo al volteggio. A luglio partecipa al Festival olimpico della gioventù europea a Murcia, vincendo la medaglia di bronzo al volteggio, e classificandosi al 4º posto nella classifica a squadre e al 6º in quella individuale. A settembre partecipa ai Giochi del Mediterraneo 2001, a Tunisi, vincendo l'oro alla trave, e l'argento di squadra e nel concorso individuale; al corpo libero ottiene il sesto piazzamento.
A novembre partecipa ai campionati di categoria nella sezione junior dove vince la medaglia d'oro con 34,675 davanti a Erika Rampini ed Elena Ferrari.
Viene poi convocata per i Campionati Italiani Assoluti di Gorizia, dove diventa campionessa italiana assoluta, e si qualifica per tutte le finali di specialità: al volteggio vince la medaglia di bronzo, alle parallele vince l'argento mentre sia a trave che corpo libero vince l'oro diventando quindi campionessa italiana assoluta anche in queste ultime due specialità.

### La carriera senior

#### La finale mondiale
Nel 2002 partecipa al campionato di Serie A1: la GAL vince il nono scudetto, grazie alle 4 vittorie ed un secondo posto. Agli assoluti vince l'oro al volteggio e alla trave, il bronzo nel concorso generale individuale. Agli Europei di Patrasso conclude con una medaglia di bronzo con la squadra nazionale; individualmente si piazza al 4º posto alla trave e 7º al volteggio.
Ai Mondiali di Debrecen la Colombo conquista l'accesso alla finale nella specialità della trave: un traguardo storico, che mancava da 52 anni in Italia, da quando l'ultima finalista mondiale, Licia Macchini, vinse la medaglia di bronzo. Per questo risultato la ginnasta è stata poi eletta, nel 2006, alla categoria di "Ginnasta di Classe Mondiale" dalla Federazione Internazionale di Ginnastica. La finale viene terminata con la conquista del 7º posto.

#### Gli anni successivi
Nel 2003 partecipa alla Coppa del mondo, ottenendo un 5º posto alle parallele e 3º alla trave all'Internationaux de France a Parigi ed una medaglia d'argento a Salonicco alla trave; partecipa anche alla Coppa del Mondo per club, a Charleroi, piazzandosi al secondo posto con la GAL Lissone. Ai Mondiali di Anaheim la nazionale si piazza al 15º posto.
Nel 2004 partecipa agli Europei di Amsterdam: la nazionale si piazza al 6º posto. Agli assoluti vince la finale alla trave, e il bronzo nel concorso generale ed al volteggio.
Nel 2005 partecipa agli Europei di Debrecen, ottenendo il 4 posto alla trave; all'Universiade di Smirne ottiene il 4 posto sia alla trave che di squadra.

### Il ritiro
Si ritira dall'attività agonistica il 25 gennaio 2006, annunciandolo con una lettera indirizzata al presidente della F.G.I. Riccardo Agabio, al segretario generale, al Direttore Tecnico della Nazionale Fulvio Vailati ed alla responsabile delle squadre nazionali femminili Donatella Sacchi.